# 2008년 중국산 유제품 멜라민 오염사건

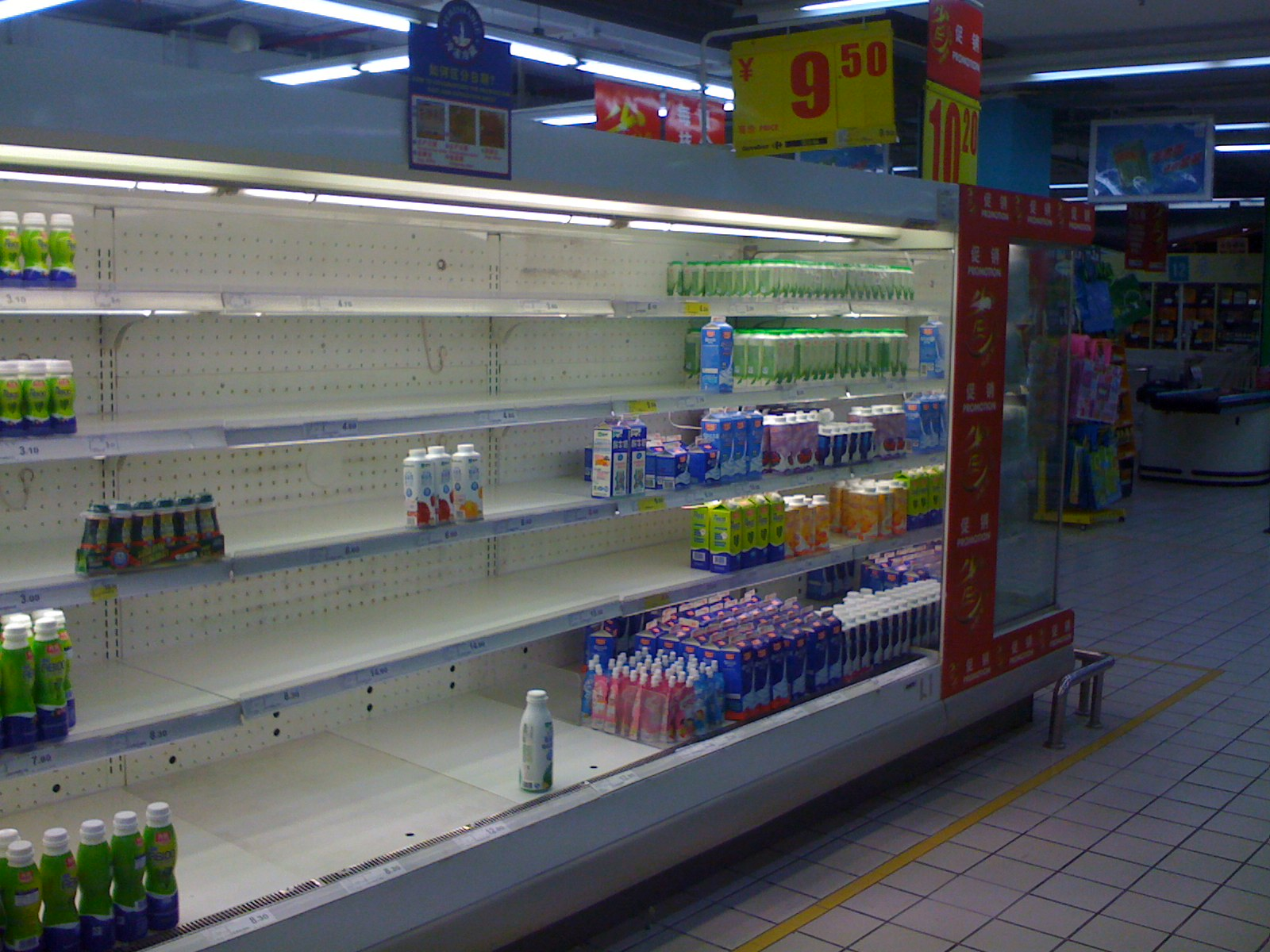
멜라민 파동이 터진 후 텅빈 슈퍼마켓의 진열대(중국□2008년)

2008년 중국산 유제품 멜라민 오염사건(영어:  2008 Chinese milk scandal, 중국어: 三鹿奶粉污染事件)은 중화인민공화국에서 발생한 식품안전에 관련된 사건이다. 당시 언론은 이 사건을 주로 '멜라민 파동'으로 지칭하였다.
중국산 분유에서 멜라민이 검출되었다는 사실이 뒤늦게 알려지면서 중국산 유제품을 원재료로 한 세계 각국의 식료품에도 비상이 걸렸다. 2008년 9월 22일에 집계된 자료에 따르면 중국에서 멜라민이 포함된 제품들로 인해 신장결석이나 신부전증 환자가 53,000명이 발생하였고, 이 중 12,800명은 입원치료를 받고 있으며 4명의 유아가 사망하였다. 멜라민은 우유에 첨가할 경우 단백질의 함유량을 실제보다 부풀릴 수 있기에 이전에도 종종 사용되곤 하였다. 멜라민은 벤젠 고리에서 탄소 세 개가 질소로 바뀌고 수소 세 개가 질소 한 개와 수소 세 개로 이루어진 아미노기로 치환된 물질이다. 단백질의 펩티드 결합에는 질소가 포함되는데, 이것을 이용해 단백질 함량을 측정하는 것을 악덕 업자들이 악용하여 질소 원자가 많이 포함된 멜라민을 집어넣은 것이다. 2007년에도 멜라민으로 인해 대규모 리콜이 있었으며, 2004년에도 중국에서 물을 섞은 우유로 인해 13명의 아동이 사망한 적이 있었다.
맨 처음에 문제가 발견되었던 허베이성 스자좡(石家庄)의 싼루(三鹿) 사 외에도 21개 회사 제품에서도 멜라민이 검출되었다. 파동은 점점 커져 식품안전과 중국 정부의 부패에 대한 우려가 커졌을 뿐 아니라 중국산 식품에 대한 신뢰도 큰 타격을 입어 최소 11개국이 중국으로부터의 수입을 전면 중단하였다. 관련자들은 체포되었으며, 싼루 그룹의 책임자들과 몇몇 성의 관리들, 중국 국가품질감독검사총국의 책임자들은 사태에 대해 책임지라는 압력으로 인해 사퇴하거나 해고되었다.

## 각국의 대처

### 중국
관련자들을 잡아들여 사형, 무기징역 등에 처했다.

### 대한민국
중국산 분유를 사용한 식품들은 회사로부터 회수되어 각기 폐기 처분하게 하였다.

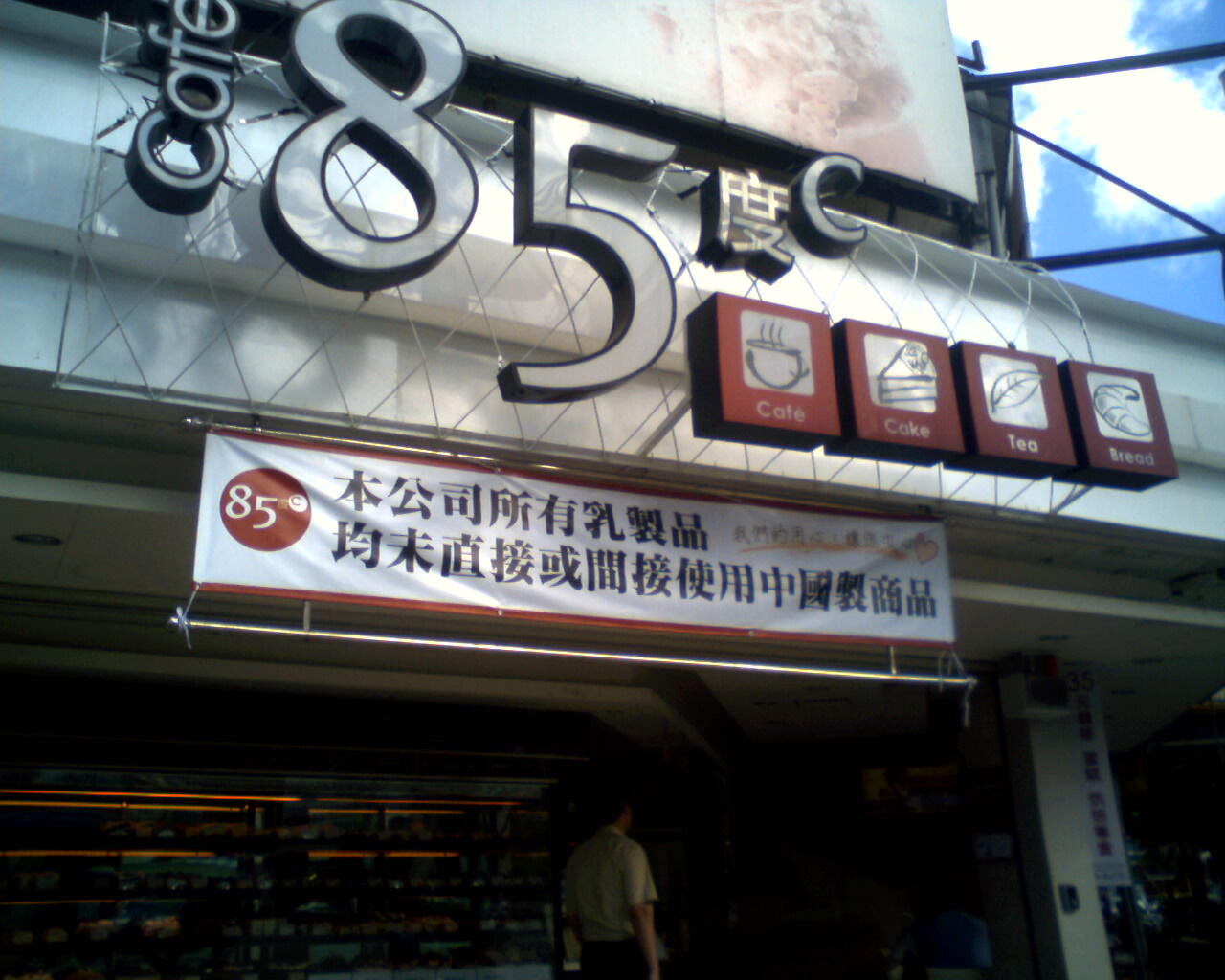
멜라민 분유 사건 기간 동안 타이완의 한 가게의 안내 글귀: “본 회사의 모든 유제품은 직·간접적으로 중국산을 사용하지 않았습니다.”

## 같이 보기
- 중국산 식품의 안전성(영어판)
- 차이나프리(China-free)
- 키엘달법